# Мелани Джой
Мелани Джой (на английски: Melanie Joy) е американска социална психоложка и писателка, известна предимно с въвеждането и разпространението на термина карнизъм. Тя е президент и основател на нестопанската организация Beyond Carnism, преди известна като Carnism Awareness & Action Network (CAAN), както и бивш професор по психология и социология в Масачузетския университет в Бостън. Тя е автор на книгите Стратегически действия за животните, Защо обичаме кучетата, ядем прасета и обличаме крави и Отвъд вярванията.

## Биография
Джой е родена на 2 септември, 1966 г. Завършва Harvard Graduate School of Education и получава докторска степен по психология от Saybrook Graduate School. На 23-годишна възраст, докато е студентка в Харвард, тя се разболява след консумиране на заразено месо и е хоспитализирана, което я кара да стане вегетарианка. Джой споделя как нейният хранителен избор, направен в началото не по морални причини, трансформира гледната ѝ точка и отношението ѝ към животните:
| „ | Това преживяване ме накара да спра да ям месо, след което станах по-отворена към възприемането на нови сведения за животновъдството. Това беше информация, която се намираше навсякъде около мен, но която не исках да видя, докато бях въвлечена в предишния си начин на живот. Научавайки истината за производството на месо, яйца и млечни продукти, ставах все по-разстроена. [...] Бях объркана и отчаяна. Чувствах се като лодка без посока, изгубена в морето от колективна лудост. Нищо не се беше променило, но всичко беше различно. | “ |

След това Джой постепенно преминава към веганство.
В интервю от 2013 г. тя разказва за своите докторски изследвания, които първоначално са били фокусирани върху психосоциологията на насилието и дискриминацията, но по-късно са се насочили към психологията зад яденето на месо. Забелязвайки модел на ирационално и непоследователно мислене сред субектите, които интервюира, Мелани Джой предлага теория, според която консумацията на месо отразява придобити стереотипи и предразсъдъци. Тази идея става основа на голяма част от по-късната ѝ работа.

## Теория на карнизма
Джой въвежда термина карнизъм в статия от 2001 г., публикувана в Satya. Концепцията е преразгледана и в нейната книга от 2009 г. Защо обичаме кучета, ядем прасета и обличаме крави. Идеята повлиява на последващи изследвания върху проблема, откроявайки т.нар. парадокс на месото – очевидното несъответствие в обичайното отношение към животните, при което хората изпитват привързаност и грижа към някои видове животни, докато същевременно консумират други, и когнитивния дисонанс, до който това води. Редица психолози подкрепят вижданията на Джой относно консумацията на месо и отношението към животните.

## Активизъм
Джой основава Carnism Awareness & Action Network (CAAN), по-късно преименувана на Beyond Carnism, през 2010 г. По данни на Animal Charity Evaluators организацията използва публични изяви, медийни кампании, разработване на видеоклипове и обучения за активисти в опит да постави на преден план и да повлияе на обществения дискурс за месото главно в Съединените щати и Германия. Организационните стратегии на CAAN са оценени като обещаващи за насърчаване на устойчива мрежа от защитници на правата на животните, но е отбелязано, че към момента липсват измерими резултати и ефектите от този подход биха били трудни за оценка.